# 番櫻桃
番櫻桃（Syzygium luehmannii）是一種原產於澳大利亞沿海雨林地帶的植物，主要生長在熱帶雨林地區，適合在火山土或深沙質土成長。番櫻桃的葉子小而有光澤，最初為粉色或紅色，後逐漸變為綠色。花朵在11月至12月開花，果實在12月至2月成熟，是紅色漿果。番櫻桃主要通過種子或扦插繁殖。番櫻桃的果實在澳大利亞是受歡迎的水果，可直接食用，也可用來製作果醬。番櫻桃也是澳大利亞常見的行道樹。

## 外部連結
- CSIRO plant profiles